# Richard Hoepfner
Richard Harris Hoepfner (Houston, 14 de novembro de 1944) é um velejador estadunidense, medalhista olímpico. Ele competiu nos Jogos Olímpicos de Verão de 1976 na classe Soling e conquistou a medalha de prata, ao lado de John Kolius e Walter Glasgow. Em 1975, ele também ganhou a medalha de bronze no Campeonato Mundial em Soling junto com seus companheiros.